# Шейнюс, Игнас
Игнас Юркунас (лит. Ignas Jurkūnas,  2 апреля 1889, Шейнюнцы, Виленская губерния — 15 января 1959, Стокгольм), более известный под творческим псевдонимом Игнас Шейнюс (лит. Ignas Šeinius), — литовско-шведский писатель, публицист и дипломат. Шейнюс работал дипломатом межвоенной Литвы в странах Северной Европы, куда он впоследствии иммигрировал после присоединения Литвы к Советскому Союзу. Он наиболее известен своим романом «Kuprelis» («Горбун»), который, наряду с другими романами Шейнюса, был в авангарде импрессионизма в литовской литературе. 

## Биография

### Ранние годы
Игнас Юркунас родился 2 апреля 1889 года в семье литовских крестьян в деревне Шейнюнцы (Шейнюнай), от которой в конечном итоге и получил свой псевдоним. Он посещал школы в Гельвоняе и Муснинкае. В 1908 году окончил учительские курсы в Каунасе и Вильнюсе и в том же году сдал экзамен в Петербурге, который официально позволил ему стать учителем. С тех пор он будет активно печататься, обычно создавая и публикуя короткие стихи.

### Обучение в Москве
В 1912 году он переехал в Москву, где до 1915 года изучал искусство и философию в Московском городском народном университете Шанявского. За это время он встретился с некоторыми известными литовскими писателями, в том числе такими как Юозас Тумас-Вайжгантас и Юргис Балтрушайтис, которые поощряли молодого Шейнюса писать. В 1913 году он опубликовал свой самый известный роман «Купрялис». Роман не пользовался большой популярностью в Литве, был тщательно отредактирован и переиздан Шейнюсом в 1932 году. Он также перевёл «Так говорил Заратустра» Ницше с немецкого на литовский язык.

### Дипломатическая работа в Северной Европе

Литовские делегаты на Стокгольмской конференции в 1917 году. Шейнюс стоит четвёртый слева.

В 1915 году его отправили в Стокгольм представлять известное Литовское общество по оказанию помощи пострадавшим от войны. В Стокгольме он быстро выучил шведский язык и в 1917 году опубликовал Litauisk Kultur («Литовская культура»), среди других статей о литовской культуре. Летом 1915 года он женился на Гертруде Сидофф, шведке по происхождению. Их сын Ирвис родился в 1922 году.
В 1919 году, после обретения Литвой независимости, был назначен руководителем пресс-службы литовского представительства в Стокгольме. С 1919 по 1920 год он представлял Литву в Копенгагене и некоторое время в Финляндии с 1922 по 1923 год, где он был частично ответственен за предотвращение подписания Варшавского соглашения, согласно которому Литва теоретически была бы изолирована от стран Балтии, Польши и Финляндии. В 1923 году он вернулся к шведским делам и до 1927 года был представителем Литвы в Швеции. Во время своего дипломатического пребывания в Швеции он способствовал развитию экономических и культурных отношений между Литвой и Швецией, чтобы заручиться поддержкой позиции Литвы по вопросам Виленского края и Клайпеды на международной арене. 
Декабрьский переворот 1926 года привёл к смене политического руководства, что позволило Антанасу Сметоне и Аугустинасу Вольдемарасу сформировать новое правительство. Возник конфликт с Вольдемарасом, который был новым главой иностранных дел, и Шейнюс был вынужден уйти в отставку со своей дипломатической работы в 1927 году, поскольку правящий Литовский националистический союз закрыл посольства в странах Северной Европы. Затем Шейнюс до 1930 года работал в частных фирмах и больше внимания уделял своему творчеству.

### Эмиграция и последующие годы
Где-то в начале 1930-х годов он вернулся в Каунас, Литва. Работал редактором газеты «Lietuvos aidas», а также занимался более широкой личной творческой деятельностью. С 1935 года работал в Клайпеде пресс-консультантом губернатора. После присоединения Литвы к Советскому Союзу в 1940 году Шейнюс эмигрировал в Швецию, где сменил фамилию на Шейнюс и перестал писать по-литовски, создавая романы преимущественно на шведском языке, самый популярный из которых — «I Väntan På Undret» («В ожидании чуда»). В 1943 году он получил шведское гражданство и жил там до своей смерти в 1959 году.

## Литературная работа
Маленькие фельетоны Шейнюс публиковал уже в 1910 году. В годы своей активной деятельности он использовал много разных псевдонимов, например, Ирвис Гедаинис. Шейнюс был родоначальником импрессионизма в литовской литературе. Основными темами его ранних романов обычно были несчастная любовь и её стоическое выживание. Проза Шейнюса включала и темы психологии. Его романы, такие как «Зигфрид Иммерзельбе распутывает», опубликованные в 1934 году, сочетают в себе черты научной фантастики, политики и сатиры и гротескно высмеивают теории расизма, нацизма и евгеники. После 1940 года он в основном публиковал книги антисоветской тематики на шведском, датском и литовском языках, такие как Den Röda Floden Stiger («Красное наводнение»), Den Röda Resan («Красное путешествие»).
«Купрялис» — самое известное из произведений Шейнюса. В нём повествуется об Олесисе, мельнике, который постепенно рассказывает историю своей жизни другому человеку, пока мелется мука на ветряной мельнице. Олесис, он же Купрялис, с детства горбат, к тому же беден, но одарён художественными талантами и чутким сердцем. Осознавая свою печальную судьбу и желая стать ближе к Богу и искусству, он решает стать церковным органистом. Он влюбляется в Кунигунду (Гунде), но она обманывает его и оставляет, уйдя к тому, кто владеет украденными деньгами и более привлекателен. Олесис разочаровывается в Боге, поселяется вдали от места своего рождения и становится отшельником, читающим различные, преимущественно немецкие философские книги. Купрялис не только последовательно рассказывает о событиях, но и останавливается на самых важных местах, размышляет о них, комментирует их с точки зрения времени. Такой сюжет и повествовательная композиция были новыми в литовской литературе. В романе важна и тема природы — краски и настроения природы соответствуют внутренним переживаниям героев. Действие романа происходит во времена запрета литовской печати, поэтому тема Литвы, борьбы за национальное самосознание развивается параллельно с любовной линией молодых людей.